# TUI
TUI (Touristik Union International) er en tysk-engelsk rejsearrangør med hovedsæder i Hannover, Niedersachsen samt Luton, England.
I 2007 fusionerede virksomheden TUI med Thomson og dannede dermed verdens største virksomhed for rejser. I Danmark har TUI ejet rejsearrangøren Star Tour siden 2000, og 1. november 2016 skiftede virksomheden navn til TUI. 
I Norden arbejder selskabet under den nordiske organisation TUI Nordic. TUI Nordic er med en markedsandel på 20 % den største aktør på det nordiske rejsemarked. TUI Groups aktie er med i FTSE 100 Index, der et ledende index på London-børsen. I det finansielle årsregnskab for 2014/5 fik TUI Group en omsætning på €20 mia. og et driftsresultat på €1.069 mio. TUI Group har 76.000 ansatte i 130 lande og tilbyder sine 20 mio. kunder full-service fra bestilling til hjemrejse. Global ansvarstagen for bæredygtige rejser, økologi og socialt ansvarlig virksomhedsførelse er grundlæggende værdier i TUI’s virksomhedskultur. Som den eneste turistgruppe i verden er TUI medlem af FN’s Global Compact-initiativ. Samtidig er koncernen listet på det respekterede Dow Jones Sustainability Index (DJSI). 
Indtil 2001 var TUI en del af industri- og transportselskabet Preussag, som i midten af 1990'erne besluttede at udelukkende satse på turisme, skibsfart, og logistikvirksomhed. Derfor blev mange af Preussags industrivirksomheder solgt fra, og der blev i stedet købt flere store rejse- og transport selskaber. I 2002 skiftede selskabet navn fra Preussag AG til TUI AG. 
I forbindelse med Ruslands invasion af Ukraine har der været flere privatpersoner og regeringstalsmænd der har påpeget at 34% af TUI er ejet af Unifirm Limited der er kontrolleret af den russiske oligark  Alexey A. Mordashov der har tætte forbindelser til Kreml. 

## Sektioner
TUI er delt op i tre selvstændige sektioner, der igen har ansvaret for de over 200 brands og datterselskaber i TUI koncernen.

### TUI Travel
TUI’s forretningsområde dækker hele den turistmæssige værdikæde gennem sine 1.800 rejsebureauer i Europa, 6 flyselskaber, med flere end 160 medium- og langdistancefly, flere end 300 gruppeejede hoteller, heriblandt RIU og Robinson.

### TUI Hotels & Resorts
TUI Hotels ejer over 300 hoteller med samlet over 210.000 hotelsenge.

### Cruises
Med 14 egne krydstogtsskibe, inklusive MS Europa og luksuslineren MS Europa 2, flåden under ”Mein Schiff” og varemærket Thomson Cruises i Storbritannien, er TUI stærkt positioneret på det hurtigt voksende marked for krydstogter. 